# کریپتو
کریپتو (به انگلیسی: Krypto) همچنین با عنوان سوپرداگ نیز شناخته می‌شود، یک شخصیت خیالی ابرقهرمان در کتاب‌های کامیک آمریکایی منتشر شده توسط دی‌سی کامیکس است. او سگ خانگی شخصیت ابرقهرمان سوپرمن در مجموعه کمیک‌های مختلفی از او است. این شخصیت توسط نویسنده اُتو بایندر و طراح کرت سوان خلق شده‌است که برای اولین بار در شمارهٔ ۲۱۰ از مجموعه کمیک‌های ماجراجویی (مارس ۱۹۵۵) معرفی شد. کریپتو برخی مواقع شبیه به لابرادور رتریور، دالماسین، وایت شپرد، یا نژادی از اشپیتز مانند هاسکی یا لایکا، یا حتی نژاد سگ‌های اولیه همچون دینگو (در نسخه‌های استرالیایی) به تصویر کشیده می‌شود، اما نژاد اصلی او تقریباً هرگز مشخص نشده‌است.
کریپتو در فیلم‌ها و کارتون‌های تلویزیونی متعددی مانند مجموعه پویانمایی مختص به خود؛ سریال تلویزیونی آمریکایی اسمالویل، مجموعه تحت وب اچ‌بی‌او مکس به نام تایتان‌ها؛ و فیلم پویانمایی سه‌بعدی ابر حیوانات لیگ دی‌سی (۲۰۲۲) با صداپیشگی دوئین جانسون ظاهر شده‌است.

## زندگینامه ساختگی شخصیت
کریپتو به عنوان سگ خانگی در میان خانوادهٔ جور-ال (پدر بیولوژی سوپرمن) محسوب می‌شد و برای آزمایش پرواز نمونه اولیه موشکی مورد استفاده قرار گرفت که در جریان فرایند و در نهایت به انتقال کودکی به نام کال-ال (سوپرمن) به کره زمین انجامید. اگرچه راکت کریپتو در میان راه منفجر شد و برای سال‌های زیاد در فضا شناور باقی ماند تا اینکه سرانجام بر روی زمین فرود آمد. کریپتو زمانی که به زمین رسید، کال-ال در دوران نوجوانی به سر می‌برد و در نتیجه آن دو بسیار با یکدیگر اخت گرفتند. کریپتو در ماجراجویی‌های بسیاری در کنار کال-ال جوان حضور داشت، هر چند که او از دید عموم مخفی بود. با توجه به شرایط محیط (تحت تأثیر در زیر نور زرد خورشید و گرانش پایین‌تر) کریپتو از توانایی و قدرت یکسانی نسبت به صاحب خود برخوردار است، اگرچه توانایی‌های فیزیکی او در مقیاس پایین‌تری با توجه به اندازه و نژاد کوچکش نسبت به یک انسان معمولی قرار دارد. اما در مقابل برخی از قابلیت‌های حسی او (شامل حس بویایی و شنوایی) از سوپرمن تیزتر است، همان‌طور که یک سگ معمولی دارای دستگاه حسی به مراتب قوی‌تر از یک انسان است.